# Lussac (Charente)
Lussac – miejscowość i gmina we Francji, w regionie Nowa Akwitania, w departamencie Charente.
Według danych na rok 1990 gminę zamieszkiwało 295 osób, a gęstość zaludnienia wynosiła 25 osób/km² (wśród 1467 gmin regionu Poitou-Charentes Lussac plasuje się na 719. miejscu pod względem liczby ludności, natomiast pod względem powierzchni na miejscu 739.).